# Hari Kunzru
Hari Mohan Nath Kunzru (Londra, 1º gennaio 1969) è uno scrittore e giornalista britannico.

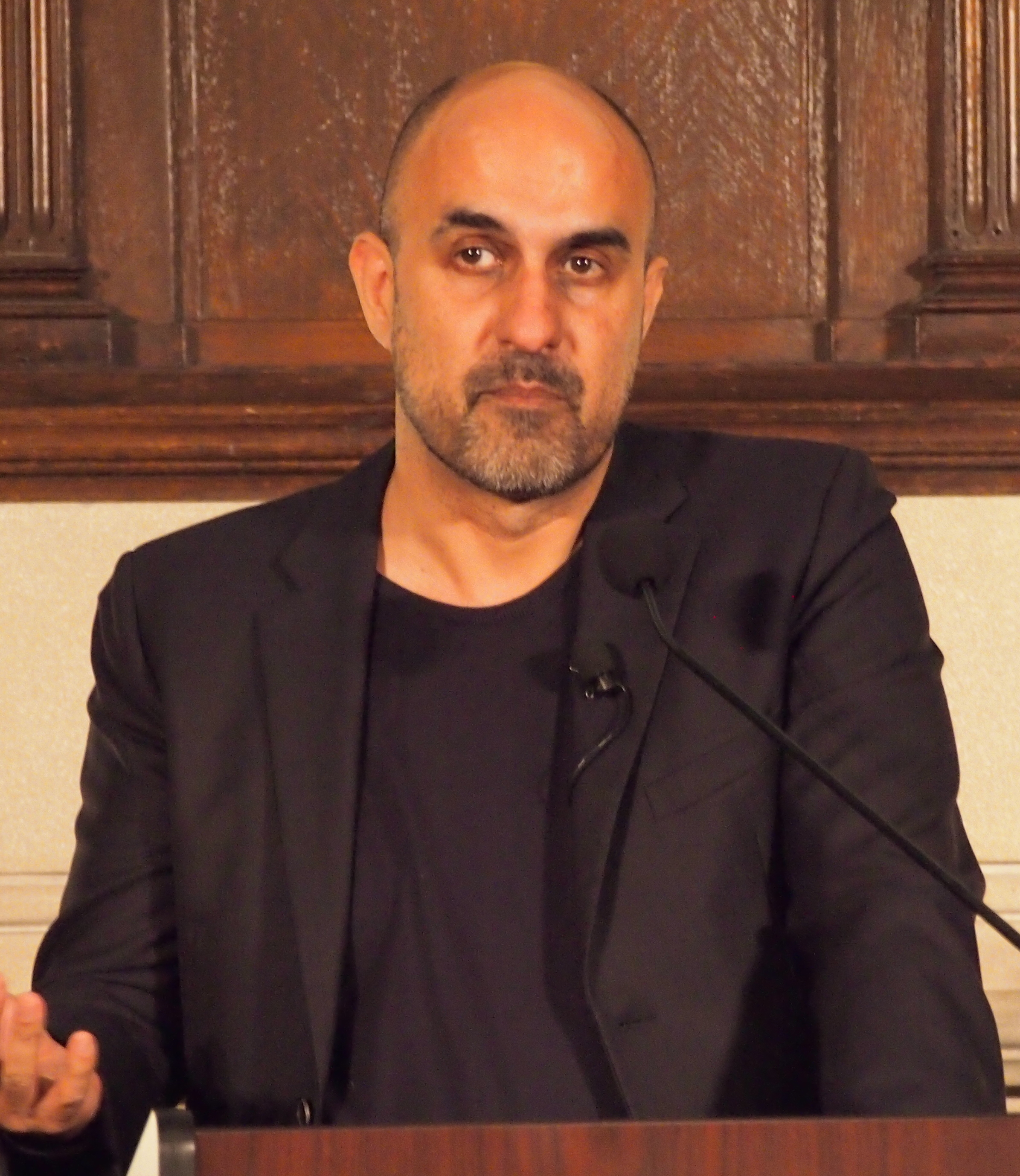

Autore del bestseller L'imitatore (2003), La danza di Leela (2007) e Le mie rivoluzioni (2011), ha scritto per testate inglesi e internazionali come The Guardian, The Daily Telegraph e Wired. Le sue opere sono state tradotte in venti lingue.

## Biografia
Nato a Londra il 1º gennaio 1969, Kunzru trascorre la sua infanzia nell'Essex. Il padre, chirurgo ortopedico, è un pandit induista originario di Agra, mentre la madre, infermiera, proviene da una famiglia di Londra di forte tradizione anglicana. Kunzru frequenta la Bancroft's School nella North London per poi proseguire gli studi ad Oxford, dove si laurea in lingua inglese. Qualche anno dopo consegue un master in filosofia all'Università di Warwick.
Sebbene i genitori non gli avessero mai imposto la loro fede, Kunzru si rende conto, nei primi anni della sua adolescenza, di non essere credente e di non voler professare alcun tipo di religione.
Al termine degli studi si trasferisce a Londra, dove comincia a lavorare come giornalista per diverse testate.
Vive a New York con la moglie Katie Kitamura - anche lei scrittrice - e i due figli.

### Carriera
La sua prima produzione letteraria risale all'inizio degli anni Novanta, periodo in cui scrive due romanzi che non verranno mai pubblicati. Verso la metà del decennio entra a far parte della redazione di Mute, una rivista indipendente di cultura e tecnologia, e di Wired UK. Nel 1998 viene ingaggiato come reporter di viaggio dal Guardian e dal Daily Telegraph.
Nel 2002 pubblica il suo primo romanzo, L'imitatore (The Impressionist), che gli fa guadagnare un posto nella lista dei migliori romanzieri inglesi stilata dalla rivista Granta. Kunzru riceve un anticipo di 1,25 milioni di sterline per i diritti nel Regno Unito, negli Stati Uniti e in Europa.
Nel novembre del 2003 rifiuta il premio letterario John Llewellyn Rhys Prize come atto di protesta nei confronti dello sponsor The Mail on Sunday, un quotidiano che Kunzru aveva accusato di "svilire e demonizzare i richiedenti asilo", e chiede che la somma di 5.000 sterline prevista per il vincitore venga devoluta alle organizzazioni impegnate nell'accoglienza dei rifugiati. "Quando mi hanno detto chi era lo sponsor, mi sono sentito male. Sapevo di non poterlo accettare" ha dichiarato alla redazione del Guardian nel 2004.
Nel 2005, esce una raccolta di racconti brevi intitolata Noise. Il suo terzo romanzo, My Revolutions viene pubblicato nel 2007, seguito nell'agosto 2011 da Gods Without Men. Nello stesso periodo, viene nominato Vicepresidente dell'associazione internazionale non governativa di scrittori English PEN, centro fondatore di PEN International.
Nel 2012, al Jaipur Literature Festival, rischia di essere arrestato con altri autori per aver letto dei passi tratti da I versi satanici di Salman Rushdie, opera vietata e mai pubblicata in India. In seguito a questo episodio, Kunzru preciserà di non aver agito con l'intenzione di offendere la sensibilità religiosa di qualcuno, e di aver svolto quella lettura per dare voce ad uno scrittore ingiustamente minacciato di morte. La lettura pubblica provoca aspre critiche da parte della comunità musulmana, che ritiene il gesto intenzionalmente provocatorio e motivato dal desiderio di degli autori di farsi pubblicità. Lo stesso Kunzru ammette in un'intervista di essere stato invitato a lasciare il festival dagli organizzatori proprio perché la sua presenza avrebbe probabilmente "esacerbato una situazione già instabile."
In un'intervista rilasciata nel settembre del 2013, la scrittrice americana Katie Kitamura, moglie di Hari Kunzru, annuncia di aver iniziato a scrivere tre sceneggiature in collaborazione col marito. Nello stesso anno, viene pubblicato il racconto Memory Palace che diventa il soggetto di una rappresentazione realizzata da numerosi illustratori, graphic designer e tipografi per il pubblico del Victoria and Albert Museum di Londra.
Nel 2014 esce Twice Upon A Time: Listening to New York, una raccolta di saggi sulla musica newyorkese.
Il suo ultimo romanzo, White Tears è uscito negli Stati Uniti il 14 marzo 2017.

## Opere

### L'imitatore(2003)
L'imitatore è un romanzo storico in cui Kunzru affronta alcuni degli stereotipi inglesi sul romanzo indiano. In quanto scrittore nato e vissuto nel Regno Unito, egli cerca anche di superare la visione del mondo delle generazioni di autori precedenti (provenienti dall'India e trapiantati in suolo inglese), proponendo una "narrativa britannica sull'ibridismo britannico."
Il protagonista, Pran Nath Razdan, nato nel 1903 da un'unione occasionale tra un selvicoltore inglese e una ragazza indiana, è costretto sin dalla nascita a condurre una vita da reietto nelle vie di Agra (città natale del padre di Kunzru). Il suo lungo e difficile percorso di formazione viene raccontato attraverso una narrazione episodica, quasi picaresca. Gli eventi lo trascinano da Mumbai all'Inghilterra fino all'Africa, tappe che corrispondono ad altrettanti camaleontici cambi d'identità: "Pran" alla nascita, "Pretty Bobby" nella parentesi con un missionario scozzese, "Jonathan Bridgeman" durante il suo soggiorno britannico, il protagonista arriva alla fine del libro, ormai alla soglia degli anni Venti, addirittura senza nome. È proprio in questo "vuoto" d'identità che Pran ritrova finalmente se stesso, in seguito ad un'infanzia e un'adolescenza passate ad oscillare tra le numerose ambiguità delle sue origini, muovendosi dentro un mondo ossessionato dalle classificazioni. Già dal suo debutto, Kunzru dimostra di provare un notevole interesse per le dinamiche della discriminazione razziale all'interno di un contesto coloniale, come emerge dagli innumerevoli incontri e contaminazioni culturali vissuti da Pran.
L'opera viene accolta positivamente dalle critica e, nel maggio del 2004, vende oltre 100 000 copie in formato tascabile.

### La danza di Leela(2005)
Nell'estate dell'anno successivo esce Transmission, pubblicato in Italia nel 2007 col titolo La danza di Leela. Il romanzo segue le storie parallele di Arjun Mehta, programmatore informatico che si trasferisce nella Silicon Valley alla ricerca di fortuna, e di Guy Swift, amministratore delegato di una società pubblicitaria inglese. In seguito alla perdita del posto di lavoro, Arjun, in preda alla frustrazione, crea un virus che nomina "Leela", dal nome di un'attrice di Bollywood di cui si è invaghito. Il virus si diffonderà a livello globale e influenzerà pesantemente l'esistenza di entrambi i personaggi principali.
Ne La danza di Leela, non c'è più un unico protagonista "ma una pluralità di voci e di esistenze che insieme vanno a riprodurre una mappatura del mondo globalizzato, al centro della quale si erge Londra, come capitale delle interconnessioni finanziarie." Con questa nuova opera Kunzru si lascia alle spalle il formato del romanzo storico per dare vita a una storia fortemente radicata nelle contraddizioni di un ventunesimo secolo in cui la dimensione locale rischia di soccombere sotto il peso dell'economia globale. Riferendosi al nuovo modello di personaggi proposto in queste pagine, lo scrittore ha dichiarato di essere stato guidato dal suo fascino per la nascita di una classe globale estremamente mobile che rinnega l'idea di un luogo, e di aver abbandonato le figure grottesche de L'imitatore in favore di un'introspezione a livello più umano. Sempre a tal proposito, ha precisato come i personaggi principali di Transmission, fisicamente lontani uno dall'altro, si influenzino reciprocamente a distanza. Proprio questa impostazione aveva alimentato, in un primo momento, l'idea di una "network novel", che poi avrebbe lasciato spazio all'idea del virus informatico.
Se, ne L'imitatore, Kunzru tenta di mostrare come "le crepe nelle strutture di dominazione coloniale […] diano spazio ai personaggi per ricreare le proprie identità e le proprie memorie collettive", ne La danza di Leela, invece, si sofferma di più sulla prospettiva dell'indipendenza individuale in un'epoca dominata dalle intersezioni di imperialismo, capitalismo e modernità. Nell'opera viene così riflessa la preoccupazione dell'autore per il "modo totalizzante" - ossia indifferente verso le identità individuali e locali - in cui spesso viene presentata l'era cosiddetta "globale".
Questo cambiamento di prospettiva gli permette di ampliare i propri orizzonti narrativi e di "spostare il dilemma delle radici dentro la più vasta e pertinente dinamica del globale-locale."
Questa tensione si declina anche al livello della coscienza, nel contrasto tra individuo e massificazione del pensiero, come si può osservare nel caso di Arjun: il suo intimo risentimento, infatti, si tramuta in una calamità internazionale, un evento in cui la sua soggettività è totalmente perduta.
Questo tema, insieme a quello del razzismo, giocherà un ruolo decisivo nel romanzo successivo, My Revolutions.

### Le mie rivoluzioni(2011)
Con questo libro Kunzru ritorna al romanzo storico, ambientato in questo caso nella Londra di fine anni Sessanta. La trama si ispira alle vicende dell'organizzazione clandestina Angry Brigade, conosciuta anche come "gli otto di Stoke Newington", a cui furono attribuiti ben venticinque attentati (tutti senza vittime) che colpirono abitazioni di politici conservatori e diverse sedi governative.
Il protagonista, Chris Carver, vive a Londra insieme alla moglie Miranda, ma è costretto a passare sotto il falso nome di Mike Frame a causa del suo coinvolgimento nelle proteste contro la guerra in Vietnam che gli era costato un periodo di detenzione. La sua copertura viene messa in pericolo dal ritorno di Miles Bridgeman, un amico di vecchia data, ricco di contatti nel governo. La sua scomoda presenza porta Carver a scrivere la lunga confessione che occupa le pagine di Le mie rivoluzioni.
Da questa cornice emerge un ritratto onesto e disincantato dell'attivismo di sinistra il cui fallimento, secondo la voce narrante, avrebbe segnato la fine della lotta di classe.
Lo stesso autore, in un'intervista, ha definito quest'opera un romanzo della New Left in cui ha cercato di affrontare questioni contemporanee molto importanti quali la violenza politica, l'impegno ideologico e la possibilità di un cambiamento radicale. Viene anche esplorata la nostalgia di un periodo (gli anni '80 in cui è cresciuto l'autore) durante il quale la rivoluzione mai era sembrata tanto lontana.
Non solo indagine all'interno delle utopie degli anni '60, dunque, ma anche possibile riflessione sui fondamentalismi di oggi, sul dogmatismo imperante e sull'idealismo intransigente. Il terrorismo, in particolare, è un tema che inizia a interessare Kunzru a partire dagli attentati dell'11 settembre, momento in cui, a suo parere, il terrore del pubblico ha iniziato ad assumere connotazioni razziali.

### Elenco delle opere
- 2003, The Impressionist, Londra, Penguin

L'imitatore, Torino, Einaudi, 2003, ISBN 88-06-16124-5
- 2005, Noise, Londra, Penguin
- 2005, Transmission, Londra, Penguin

La danza di Leela, Torino, Einaudi, 2007 OCLC 799541898
- 2007, My Revolutions, Londra, Penguin

Le mie rivoluzioni, Torino, Einaudi, 2011 OCLC 799584164
- 2011, Gods Without Men, Londra, Penguin
- 2013, Memory Palace, Londra, V&A
- 2014, Twice Upon a Time: Listening to New York, New York, Atavist
- 2017, White Tears, New York, Knopf

Lacrime bianche, Milano, il Saggiatore, 2018, ISBN 978-88-428-2494-7

## Premi e riconoscimenti
- 1999: The Observer Young Travel Writer of the Year
- 2002: Betty Trask Award, The Impressionist
- 2003: Somerset Maugham Award, The Impressionist
- 2003: Granta "Best of Young British Novelists" (one of twenty)
- 2005: New York Times Notable Book of the Year, Transmission
- 2005: Lire "50 écrivains pour demain"
- 2008: New York Public Library Fellow, Dorothy and Lewis B. Cullman Center for Scholars and Writers
- 2014: Fellow, John Simon Guggenheim Memorial Foundation
- 2016: Fellow of the American Academy in Berlin